# Ключ
Вижте пояснителната страница за други значения на Ключ.
Ключът е инструмент, който се използва за отваряне (отключване) и затваряне (заключване) на ключалки. Обикновено се състои от работна част с формата на пластина с нарези, която влиза в отвора на ключалката и е различна за различните ключове и ухо, с помощта на което ключът се превърта и задейства механизма на ключалката. Работната част е направена така, че отделният ключ е пригоден да отваря една или малко на брой отделни ключалки. Броят на различните комбинации на работната част се нарича степен на секретност.